# Koszmosz–188
A Koszmosz–188 (oroszul: Космос 188), Koszmosz műhold, a szovjet műszeres műszaki műhold-sorozat tagja. A Szojuz űrhajó (7K-OK/P) prototípusa.

## Küldetés
Az űrállomások építésének alapvető technikai feltétele, hogy az űrrandevú (automatikus illetve kézi vezérléssel) biztonságosan megvalósulhasson. Ehhez az összekapcsolandó űreszközök keringési pályáját és sebességét (manőverezőképességét) precíz irányítással kell összehangolni. A Koszmosz–186 műholddal kipróbálták a technikai módosításokon átesett Szojuz-program űrhajóinak automatikus dokkolását segítő berendezését, az összekapcsolást/szétválást.
A technikai teljesítmény értékeléseként megállapítást nyert, hogy az új eszközök beszerelése megbízhatóan segíti a világűrben történő összekapcsolódást, elősegítve az űrállomás-program végrehajtását.

## Jellemzői
1967. október 30-án a Bajkonuri űrrepülőtér indítóállomásról egy Szojuz hordozórakéta (11A511) juttatta közeli Föld körüli körpályára. Az orbitális egység pályája 89 perces, 51.7 fokos hajlásszögű, az elliptikus pálya perigeuma 180 kilométer, apogeuma 247 kilométer volt. Az űreszköz hasznos tömege 6530 kilogramm, energiaellátását a kémiai akkumulátorok mellett napelemszárny biztosította. Az űrhajó napelemek nélkül, kémiai akkumulátorokkal 14 napos program végrehajtására volt alkalmas. Az űrhajó volt a passzív tag, a közeledő műhold/űrhajó fogadója. Összesen 3 napot, 1 órát és 1 percet töltött a világűrben.
A Koszmosz–188 indítását követő pályára álláskor 24 kilométerre voltak egymástól, relatív sebességük 25 méter/szekundum volt. Az aktív Koszmosz–186 aktivitása során 300 méteres megközelítésnél a kis teljesítményű rakétafúvókák további sebességcsökkentést végeztek. Az űrhajók 0,5-1 méter/szekundum sebességgel kapcsolódtak össze. Az összekapcsolt űrrepülés 3,5 órán át tartott, majd automatikusan elváltak. Az összekapcsolást és szétválást televízión is megfigyelték.
November 2-án földi utasításra belépett a légkörbe, a leszállás hagyományos módon – ejtőernyős leereszkedés – történt, Karagandi körzetében ért Földet.